# Persberg
Persberg est une zone urbaine de Suède, subdivision de la commune de Filipstad, dans le Comté de Värmland. Historiquement née comme communauté minière, la localité a perdu son caractère minier avec la fermeture de la dernière mine de fer à la fin des années 1970. L'industrie d'extraction du calcaire et de fabrication de chaux subsiste, les entreprises Gåsgruvan Kalcit et SMA Mineral AB dominant l'économie locale.